# Теодор Комнин
Теодор Комнин Дука Ангел (на гръцки: Doukas Θεόδωρος Ἄγγελος Κομνηνὸς Δούκας, Theodōros Angelos Komnēnos Doukas, * 1180/1185, † сл. 1253 в затвор в Никея) е владетел от 1215 до 1230 на Епирското деспотство (след 1225/1227 г.) и между 1224 и 1230 г.
Теодор Комнин се стреми към възстановяване на Византийската империя, унищожена през 1204 година от кръстоносците по време на Четвъртия кръстоносен поход.
Той е син на севастократор Йоан Дука Ангел и втората му съпруга Зоя Дукина, внучка на Исак Комнин, който е син на император Йоан II Комнин. Баща му е внук на император Алексий I Комнин и чичо на императорите Алексий III Ангел и Исаак II Ангел. Теодор е полубрат на Михаил I Комнин, първият владетел на Епир. Брат е на Мануил Комнин, владетел на Солун.

## Завоевания
Теодор Комнин използва умело противоречията между балканските държави по това време и благодарение на разпокъсаността на съседите си, успява да разшири границите на Епирското деспотство, като завоюва Средна, Северна Македония и днешна Албания. Родопският феодален владетел Алексий Слав се признава за негов васал. През 1224 Теодор Комнин завладява Солунското маркграфство (Солунското кралство) и по-късно се коронясва за император във втория имперски град след Константинопол.

## Отношения с България и българския цар Иван Асен II
Комнин сключва съюз с Иван Асен II, за да се осигури от север. След тази стъпка предприема настъпление срещу Латинската империя, за да прогони останалите латини от Цариград и да стане василевс. Поради това, че цар Иван Асен II започнал преговори с латинците Комнин нарушава мирния договор с България и започва военни действия срещу нея.
На 9 март 1230 година при Клокотница епирската войска претърпява изключително тежко поражение от българската армия начело с Иван Асен II. Комнин, семейството му и всички висши държавни лица са пленени и откарани в Търново, където Комнин е ослепен заради участието си в заговор срещу българския цар Иван Асен II.
По-голямата част от владенията му били присъединени към българската държава.
Към ромейските войници българският цар проявил милост и ги пуснал да се завърнат по домовете си.

### След поражението на Комнин от българите
След успеха си цар Иван Асен II заповядва блестящата победа да бъде ознаменувана с възпоменателен надпис, изсечен на колона и поставен в църквата „Св. 40 мъченици“ в Търново. Част от текста върху нея гласи:
„...и разбих гръцката войска, а самия цар кир Тодор Комнин взех в плен с всичките му боляри. И цялата му земя от Одрин и до Драч превзех, гръцка още и арбанашка и сръбска; а пък градовете, които се намират около Цариград и самия този град, владееха фръзите, но и те се покоряваха под ръката на моето царство, понеже нямаха друг цар освен мене и благодарение на мене прекарваха дните си...“

## Семейство
Теодор Комнин е женен за Мария Петралифина (сестра на севастократор Йоан Петралифа). От този брак има двама сина и две дъщери:
- Анна Ангелина Комнина Дукина, омъжена за Стефан Радослав, сръбски крал
- Йоан Комнин Дука († 1244), последва го 1237 като владетел на Солун
- Ирина Комнина, омъжена за Иван Асен II, български цар
- Димитър Комнин Дука (* ок. 1220), владетел на Солун 1244 – 1246